# Pirenópolis

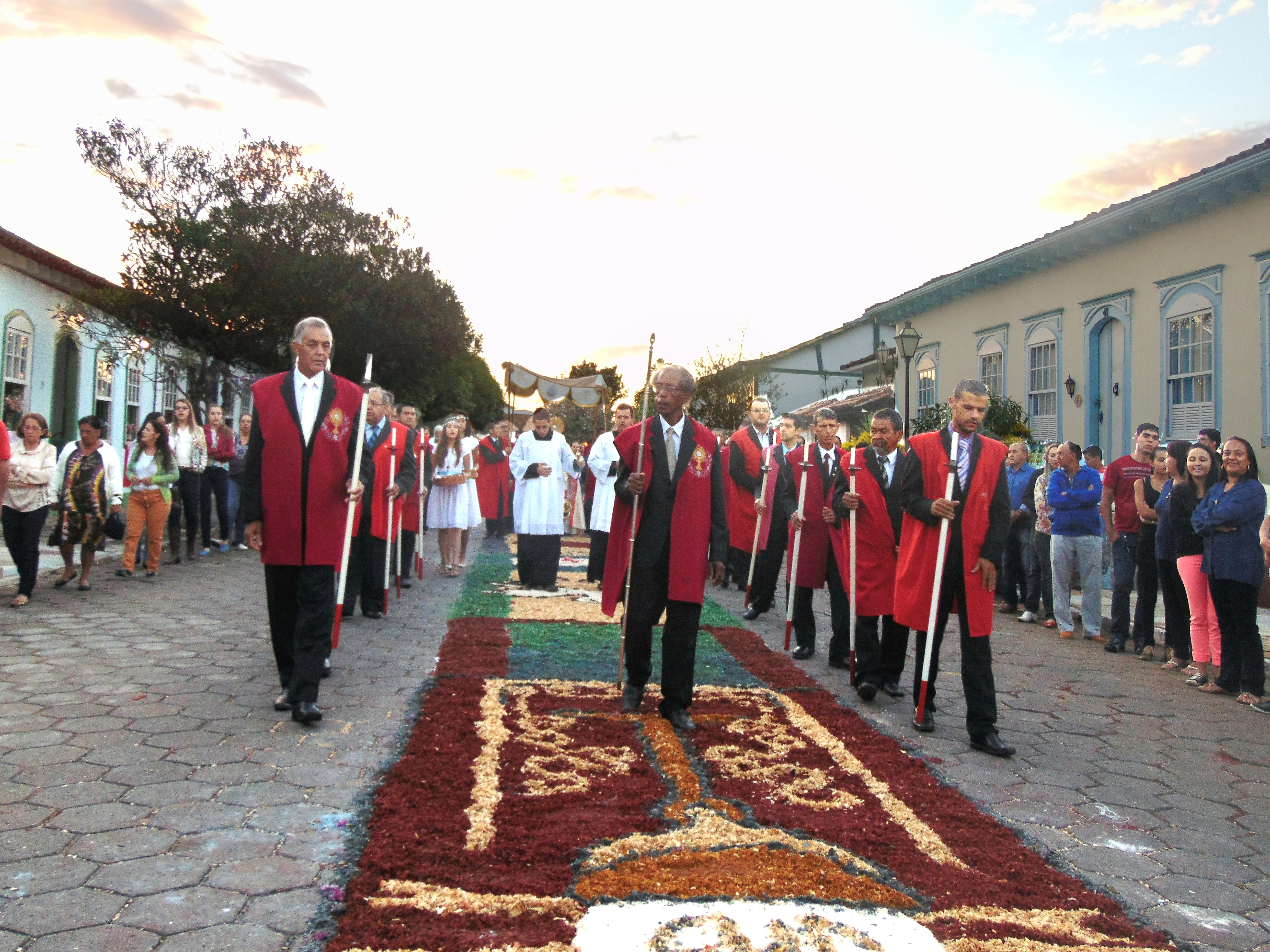
Procesión tradicional realizada en Pirenópolis desde 1728 por la Hermandad del Santísimo Sacramento de la Iglesia Matriz.

Pirenópolis es un municipio brasileño del estado de Goiás,
Está a una altitud de 740 metros. Su población estimada para el 2007 20.460 era de habitantes.
El municipio está dividido en diez distritos:
- Capela do Rio do Peixe,
- Lagolândia,
- Radiolândia,
- Bom Jesus,
- Goianópolis,
- Jaranápolis,
- Caxambu,
- Placa,
- Índio,
- Santo Antônio

## Turismo
A pesar de tener la mayor parte del intenso flujo turístico enfocado en la arquitectura y la importancia histórica, el municipio posee un rico y variado ecosistema en su entorno, con cascadas, senderos y una enorme área de bosque nativo que cuenta con la protección del sistema goiãnos de parques estatales. Pirenópolis también se destaca por la actividad cultural.  El casco histórico de la ciudad fue declarado Patrimonio Cultural de Brasil por la IPHAN en 1989.

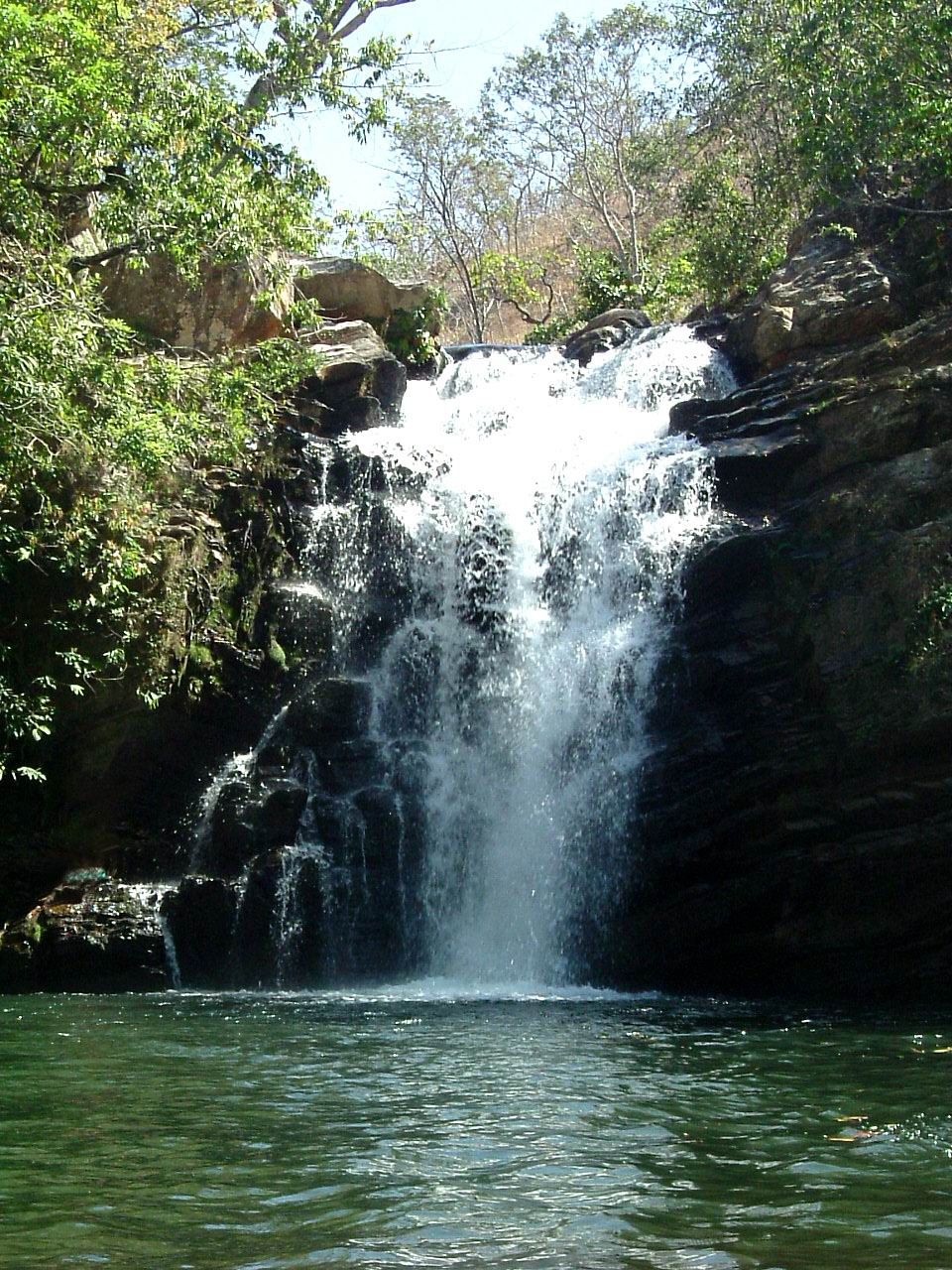
Cascada Vargem Grande.